# シャルロッテ・アマリー・スキール

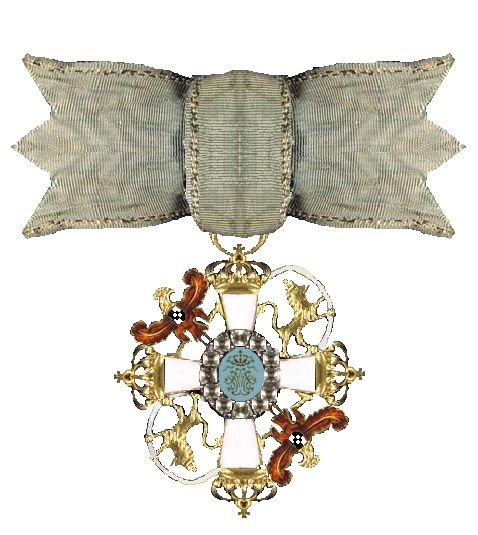
理想的結婚章

シャルロッテ・アマリー・スキール （英: Charlotte Amalie Skeel、1700年 - 1763年）は、デンマークの貴族。デンマーク名はシャロデ・アメーリェ・スキール。

## 生涯
父クレステン・スキール (1663年 - 1709年) 、母シャロデ・アメーリェ・ヴォン・プレソン（1683年 - 1760年）のあいだに生まれ、1721年2月19日にイーヴァ・ローゼンクランツ（1674年 – 1745年）とコペンハーゲンで結婚して子どもを6人もうける。フレズレク・クレスチャン・ローゼンクランツ（1724年 - 1802年）と娘2人が成人した。1750年、理想的結婚章を受章。
シャルロッテ・アマリー・スキールは宮廷で恋多き女性という評判が立っていた。5人の子どもをもつ30代半ばで、多くの崇拝者に囲まれる彼女が事件に巻き込まれるのは1733年のクリスマスを過ぎてまもなく、1734年の年明け早々とされている。その当時の崇拝者で将校のアーレンフェルトと、恋敵のフレデレク・コンラズ伯爵がシャルロッテの寝所で鉢合わせしてしまったという。剣をぬいたアーレンフェルトは伯爵に怪我を負わせ、ふたりは決闘に及ぶ。シャロデはなんとか使用人にふたりを引き離させたものの、スキャンダルを隠しおおすことはできなかった。

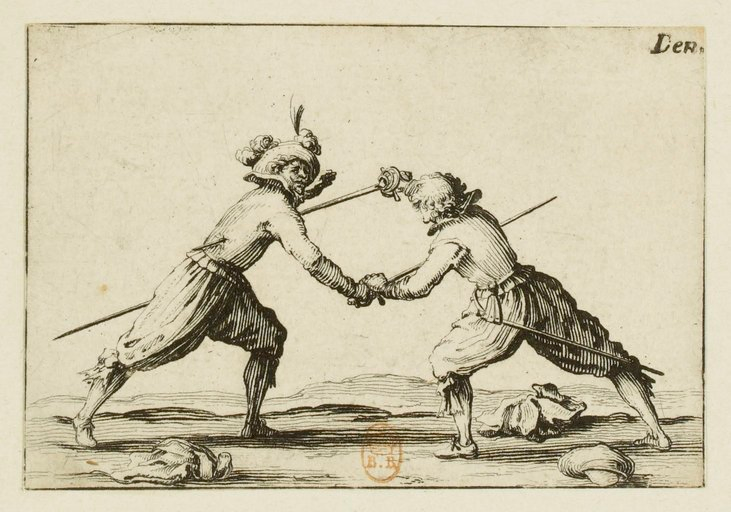
決闘の図。ジャック・カロの版画

宮殿に知らせが届くと大騒動になる。デンマーク王クリスチャン6世も王妃ゾフィー・マグダレーネもキリスト教の敬虔主義に従っており、シャルロッテの夫イーヴァ・ローゼンクランツは妻の不祥事で地位が危うくなった。王太后に疎んじられながらも1730年にクリスチャン6世が即位すると、最高位のエレファント勲章騎士に叙されて重用されてきただけに、もし王と王妃ばかりでなく教義を厳格に守る取り巻きたちと対峙したとあれば、いよいよ政治生命を絶たれる恐れすらある。アーレンフェルトは責を問われ宮廷を追放された。追い詰められたシャルロッテは申し開きの手紙を書き、始終、妻をかばった夫が自ら王のもとへ届けた。
シャルロッテ・アマリー・スキールが理想的結婚章を受章するのは1750年のことである。

### デンマーク人名事典
このリストは原語のデンマーク語版。さらにノルウェー語、英語版、中国語版に訳されている。
- “Dansk Biografisk Lexikon”.   Kjøbenhavn, Gyldendal (F. Hegel & Søn) (1887年). 2016年1月7日閲覧。 『デンマーク人名事典』 (1887年版)

- “Dansk biografisk Leksikon”. 2016年1月7日閲覧。 『デンマーク人名辞典』  (1932-44年版・27巻pdf形式デジタル版) (著作権は2014年末まで有効)

- Svend Cedergreen Bech: “Dansk Biografisk Leksikon”.   Den Store Danske (1979-84). 2016年1月7日閲覧。 『デンマーク人名辞典』 1979-84年、Augustinus 財団版 (改訂3版、著作権あり)

- “Dansk Biografisk Leksikon”.   Den Store Danske. 2016年1月7日閲覧。 『デンマーク人名事典』 LFL雑誌財団版 (デジタル改訂版、著作権あり)

- Carl Frederik Bricka. “Dansk biografisk Lexikon”.  Kjøbenhavn.:  Projekt Runeberg. 2016年1月7日閲覧。　『デンマーク人名事典』 (プロジェクト・リューネベルィ版 (1887年版のデジタル版)

- “Dansk biografisk Lexikon”.   Nabu Press (2010年). 2016年1月7日閲覧。

### その他
- “Dansk Biografisk Haandleksikon”.   Gyldendal (1920-26). 2016年1月7日閲覧。 『デンマーク人名小事典』 LFL雑誌財団版 (デジタル改訂版) 第1巻 (1920) Aaberg-Soren Hansen。第2巻(1923) Th. Hansen Nordby。第3巻 (1926) Norden Østrup。

- Jens Henrik Tiemroth (1984-2). “MIDTVEJS REFLEKTIONER OVER BIOGRAFISK LEKSIKONS” (Danish). Historisk Tidsskrift (Historisk Tifssktift (Denmark)) 14 (5) 2016年1月7日閲覧。. 会長寄稿『デンマーク人名事典の改訂3版について』(「デンマーク歴史学会」紀要・デジタル版) 1979-82年にわたり16巻まで編集が進んだこと。

- Henrik Fode (1979-1981). “Anmeldelse af Dansk Biografisk Leksikon”. 2016年1月7日閲覧。 『デンマーク伝記事典』 (改訂3版) 「歴史コレクション」（1979年から1981年)